# Acacia ehrenbergiana
Acacia ehrenbergiana е вид растение от семейство Бобови (Fabaceae). Видът е незастрашен от изчезване.

## Разпространение
Разпространен е в Алжир, Камерун, Чад, Джибути, Египет, Еритрея, Етиопия, Иран, Мали, Мавритания, Мароко, Нигер, Оман, Катар, Саудитска Арабия, Судан, Обединените арабски емирства, Западна Сахара и Йемен.